# Liste der Nummer-eins-Hits in Australien (2010)
Diese Liste enthält alle Nummer-eins-Hits in Australien im Jahr 2010. Grundlage sind die Top 50 der australischen Charts der ARIA. Es gab in diesem Jahr 18 Nummer-eins-Singles und 20 Nummer-eins-Alben.

## Singles
| ← 2009 ← | Liste der Nummer-eins-Hits in Australien | Liste der Nummer-eins-Hits in Australien | Liste der Nummer-eins-Hits in Australien | 2011 →                    |
| \| Zeitraum \| Wo. ges. \| Interpret \| Titel Autor(en) \| Zusätzliche Informationen \| \| (Zeitraum, Wochen auf Platz eins, Interpret, Titel, Autor[en], zusätzliche Informationen) \| \| \| \| \| \| ----------------------------------------------------------------------------------------- \| -------- \| --------------------------------- \| ------------------------------------------------------------------------------------------------------------------------------------------------------------- \| ------------------------- \| \| 9. November 2009 – 3. Januar 2010 8 Wochen \| 8 \| Kesha \| Tik Tok Kesha Sebert, Benjamin Levin, Lukasz Gottwald \| – \| \| 4. Januar 2010 – 7. Februar 2010 5 Wochen \| 5 \| Owl City \| Fireflies Adam R. Young \| – \| \| 8. Februar 2010 – 21. Februar 2010 2 Wochen \| 2 \| Iyaz \| Replay Jason Joel Desrouleaux, Theron Makiel Thomas, Timothy Jamahli Thomas, Jonathan Rotem, Kisean Paul Anderson, Keidran K. Jones \| – \| \| 22. Februar 2010 – 7. März 2010 2 Wochen \| 2 \| Jason Derulo \| In My Head Jonathan Rotem, Claude Kelly, Jason Joel Desrouleaux \| – \| \| 8. März 2010 – 21. März 2010 2 Wochen \| 2 \| Rihanna \| Rude Boy Robert Swire Thompson, Tor Erik Hermansen, Mikkel Storleer Eriksen, Makeba Riddick, Rihanna Fenty, Esther Renay Dean \| – \| \| 22. März 2010 – 18. April 2010 4 Wochen \| 4 \| Train \| Hey, Soul Sister Amund Ivarsson Björklund, Patrick T. Monahan, Espen Lind \| – \| \| 19. April 2010 – 9. Mai 2010 3 Wochen \| 3 \| Brian McFadden feat. Kevin Rudolf \| Just Say So Brian McFadden, Robert Gordon Conley Jr. \| – \| \| 10. Mai 2010 – 20. Juni 2010 6 Wochen \| 6 \| Usher feat. Will.i.am \| OMG Will Adams \| – \| \| 21. Juni 2010 – 18. Juli 2010 4 Wochen \| 4 \| Katy Perry feat. Snoop Dogg \| California Gurls Katy Perry, Max Martin, Lukasz Gottwald, Bonnie Leigh McKee, Benjamin Levin, Cordozar Calvin Broadus, Mike Edward Love, Brian Douglas Wilson \| – \| \| 19. Juli 2010 – 29. August 2010 6 Wochen \| 6 \| Eminem feat. Rihanna \| Love the Way You Lie Alexander Grant Jr., Marshall B. Mathers III, Holly Brook \| – \| \| 30. August 2010 – 26. September 2010 4 Wochen \| 4 \| Taio Cruz \| Dynamite Lukasz Gottwald, Benjamin Levin, Max Martin, Bonnie Leigh McKee, Taio Cruz \| – \| \| 27. September 2010 – 17. Oktober 2010 3 Wochen (insgesamt 4) \| 4 \| Rihanna \| Only Girl (In the World) Crystal Nicole Johnson, Mikkel Storleer Eriksen, Tor Erik Hermansen, Sandy Julien Wilhelm \| – \| \| 18. Oktober 2010 – 24. Oktober 2010 1 Woche \| 1 \| Pink \| Raise Your Glass Max Martin, Johan Karl Schuster, Alecia B. Moore \| – \| \| 25. Oktober 2010 – 31. Oktober 2010 1 Woche \| 1 \| Bruno Mars \| Just the Way You Are Khari Cain, Peter Gene Hernandez, Philip Martin Lawrence II, Ari Levine, Khalil Walton \| – \| \| 1. November 2010 – 7. November 2010 1 Woche (insgesamt 4) \| 4 \| Rihanna \| Only Girl (In the World) Crystal Nicole Johnson, Mikkel Storleer Eriksen, Tor Erik Hermansen, Sandy Julien Wilhelm \| – \| \| 8. November 2010 – 21. November 2010 2 Wochen (insgesamt 3) \| 3 \| Kesha \| We R Who We R Jacob Kasher Hindlin, Lukasz Gottwald, Benjamin Levin, Kesha Sebert, Joshua Emanuel Coleman \| – \| \| 22. November 2010 – 28. November 2010 1 Woche (insgesamt 2) \| 2 \| The Black Eyed Peas \| The Time (Dirty Bit) Will Adams, Allan Apll Pineda, Jaime Luis Gomez, Stacy Ferguson, Adam Charles Wood Freeland, Alexander Charles Lachlan Drury \| – \| \| 29. November 2010 – 5. Dezember 2010 1 Woche (insgesamt 3) \| 3 \| Kesha \| We R Who We R Jacob Kasher Hindlin, Lukasz Gottwald, Benjamin Levin, Kesha Sebert, Joshua Emanuel Coleman \| – \| \| 6. Dezember 2010 – 12. Dezember 2010 1 Woche (insgesamt 2) \| 2 \| The Black Eyed Peas \| The Time (Dirty Bit) Will Adams, Allan Apll Pineda, Jaime Luis Gomez, Stacy Ferguson, Adam Charles Wood Freeland, Alexander Charles Lachlan Drury \| – \| \| 13. Dezember 2010 – 26. Dezember 2010 2 Wochen (insgesamt 3) \| 3 \| Bruno Mars \| Grenade Claude Kelly, Peter Gene Hernandez, Christopher Steven Brown, Philip Martin Lawrence II, Ari Levine, Andrew Wyatt \| – \| \| 27. Dezember 2010 – 2. Januar 2011 1 Woche (insgesamt 2) \| 2 \| Guy Sebastian feat. Eve \| Who’s That Girl Guy Theodore Sebastian, Eve Jeffers \| – \| |                                          |                                          | |                           |
| ← 2009 |                                          |                                          | | → 2011 →                  |
| Zeitraum | Wo. ges.                                 | Interpret                                | Titel Autor(en) | Zusätzliche Informationen |
| (Zeitraum, Wochen auf Platz eins, Interpret, Titel, Autor[en], zusätzliche Informationen) |                                          |                                          | |                           |
| 9. November 2009 – 3. Januar 2010 8 Wochen | 8                                        | Kesha                                    | Tik Tok Kesha Sebert, Benjamin Levin, Lukasz Gottwald | –                         |
| 4. Januar 2010 – 7. Februar 2010 5 Wochen | 5                                        | Owl City                                 | Fireflies Adam R. Young | –                         |
| 8. Februar 2010 – 21. Februar 2010 2 Wochen | 2                                        | Iyaz                                     | Replay Jason Joel Desrouleaux, Theron Makiel Thomas, Timothy Jamahli Thomas, Jonathan Rotem, Kisean Paul Anderson, Keidran K. Jones                           | –                         |
| 22. Februar 2010 – 7. März 2010 2 Wochen | 2                                        | Jason Derulo                             | In My Head Jonathan Rotem, Claude Kelly, Jason Joel Desrouleaux                                                                                               | –                         |
| 8. März 2010 – 21. März 2010 2 Wochen | 2                                        | Rihanna                                  | Rude Boy Robert Swire Thompson, Tor Erik Hermansen, Mikkel Storleer Eriksen, Makeba Riddick, Rihanna Fenty, Esther Renay Dean                                 | –                         |
| 22. März 2010 – 18. April 2010 4 Wochen | 4                                        | Train                                    | Hey, Soul Sister Amund Ivarsson Björklund, Patrick T. Monahan, Espen Lind                                                                                     | –                         |
| 19. April 2010 – 9. Mai 2010 3 Wochen | 3                                        | Brian McFadden feat. Kevin Rudolf        | Just Say So Brian McFadden, Robert Gordon Conley Jr. | –                         |
| 10. Mai 2010 – 20. Juni 2010 6 Wochen | 6                                        | Usher feat. Will.i.am                    | OMG Will Adams | –                         |
| 21. Juni 2010 – 18. Juli 2010 4 Wochen | 4                                        | Katy Perry feat. Snoop Dogg              | California Gurls Katy Perry, Max Martin, Lukasz Gottwald, Bonnie Leigh McKee, Benjamin Levin, Cordozar Calvin Broadus, Mike Edward Love, Brian Douglas Wilson | –                         |
| 19. Juli 2010 – 29. August 2010 6 Wochen | 6                                        | Eminem feat. Rihanna                     | Love the Way You Lie Alexander Grant Jr., Marshall B. Mathers III, Holly Brook                                                                                | –                         |
| 30. August 2010 – 26. September 2010 4 Wochen | 4                                        | Taio Cruz                                | Dynamite Lukasz Gottwald, Benjamin Levin, Max Martin, Bonnie Leigh McKee, Taio Cruz                                                                           | –                         |
| 27. September 2010 – 17. Oktober 2010 3 Wochen (insgesamt 4) | 4                                        | Rihanna                                  | Only Girl (In the World) Crystal Nicole Johnson, Mikkel Storleer Eriksen, Tor Erik Hermansen, Sandy Julien Wilhelm                                            | –                         |
| 18. Oktober 2010 – 24. Oktober 2010 1 Woche | 1                                        | Pink                                     | Raise Your Glass Max Martin, Johan Karl Schuster, Alecia B. Moore                                                                                             | –                         |
| 25. Oktober 2010 – 31. Oktober 2010 1 Woche | 1                                        | Bruno Mars                               | Just the Way You Are Khari Cain, Peter Gene Hernandez, Philip Martin Lawrence II, Ari Levine, Khalil Walton                                                   | –                         |
| 1. November 2010 – 7. November 2010 1 Woche (insgesamt 4) | 4                                        | Rihanna                                  | Only Girl (In the World) Crystal Nicole Johnson, Mikkel Storleer Eriksen, Tor Erik Hermansen, Sandy Julien Wilhelm                                            | –                         |
| 8. November 2010 – 21. November 2010 2 Wochen (insgesamt 3) | 3                                        | Kesha                                    | We R Who We R Jacob Kasher Hindlin, Lukasz Gottwald, Benjamin Levin, Kesha Sebert, Joshua Emanuel Coleman                                                     | –                         |
| 22. November 2010 – 28. November 2010 1 Woche (insgesamt 2) | 2                                        | The Black Eyed Peas                      | The Time (Dirty Bit) Will Adams, Allan Apll Pineda, Jaime Luis Gomez, Stacy Ferguson, Adam Charles Wood Freeland, Alexander Charles Lachlan Drury             | –                         |
| 29. November 2010 – 5. Dezember 2010 1 Woche (insgesamt 3) | 3                                        | Kesha                                    | We R Who We R Jacob Kasher Hindlin, Lukasz Gottwald, Benjamin Levin, Kesha Sebert, Joshua Emanuel Coleman                                                     | –                         |
| 6. Dezember 2010 – 12. Dezember 2010 1 Woche (insgesamt 2) | 2                                        | The Black Eyed Peas                      | The Time (Dirty Bit) Will Adams, Allan Apll Pineda, Jaime Luis Gomez, Stacy Ferguson, Adam Charles Wood Freeland, Alexander Charles Lachlan Drury             | –                         |
| 13. Dezember 2010 – 26. Dezember 2010 2 Wochen (insgesamt 3) | 3                                        | Bruno Mars                               | Grenade Claude Kelly, Peter Gene Hernandez, Christopher Steven Brown, Philip Martin Lawrence II, Ari Levine, Andrew Wyatt                                     | –                         |
| 27. Dezember 2010 – 2. Januar 2011 1 Woche (insgesamt 2) | 2                                        | Guy Sebastian feat. Eve                  | Who’s That Girl Guy Theodore Sebastian, Eve Jeffers | –                         |

## Alben
| ← 2009 ← | Liste der Nummer-eins-Hits in Australien | Liste der Nummer-eins-Hits in Australien | Liste der Nummer-eins-Hits in Australien                                           | 2011 →                    |
| \| Zeitraum \| Wo. ges. \| Interpret \| Titel \| Zusätzliche Informationen \| \| (Zeitraum, Wochen auf Platz eins, Interpret, Titel, zusätzliche Informationen) \| \| \| \| \| \| ------------------------------------------------------------------------------ \| -------- \| -------------------- \| ---------------------------------------------------------------------------------- \| ------------------------- \| \| 30. November 2009 – 14. Februar 2010 11 Wochen \| 11 \| Susan Boyle \| I Dreamed a Dream \| – \| \| 15. Februar 2010 – 7. März 2010 3 Wochen \| 3 \| Mumford & Sons \| Sigh No More \| – \| \| 8. März 2010 – 14. März 2010 1 Woche (insgesamt 3) \| 3 \| k.d. lang \| Recollection \| – \| \| 15. März 2010 – 21. März 2010 1 Woche \| 1 \| Gorillaz \| Plastic Beach \| – \| \| 22. März 2010 – 4. April 2010 2 Wochen \| 2 \| Angus & Julia Stone \| Down the Way \| – \| \| 5. April 2010 – 11. April 2010 1 Woche \| 1 \| John Butler Trio \| April Uprising \| – \| \| 12. April 2010 – 2. Mai 2010 3 Wochen \| 3 \| Lady Gaga \| The Fame Monster \| – \| \| 3. Mai 2010 – 9. Mai 2010 1 Woche (insgesamt 2) \| 2 \| Justin Bieber \| My Worlds \| – \| \| 10. Mai 2010 – 23. Mai 2010 2 Wochen (insgesamt 3) \| 3 \| k.d. lang \| Recollection \| – \| \| 24. Mai 2010 – 30. Mai 2010 1 Woche (insgesamt 2) \| 2 \| Justin Bieber \| My Worlds \| – \| \| 31. Mai 2010 – 13. Juni 2010 2 Wochen \| 2 \| Glee Cast \| Glee: The Music, Volume 3 – Showstoppers \| – \| \| 14. Juni 2010 – 20. Juni 2010 1 Woche \| 1 \| Jack Johnson \| To the Sea \| – \| \| 21. Juni 2010 – 27. Juni 2010 1 Woche \| 1 \| Crowded House \| Intriguer \| – \| \| 28. Juni 2010 – 8. August 2010 6 Wochen (insgesamt 9) \| 9 \| Eminem \| Recovery \| – \| \| 9. August 2010 – 15. August 2010 1 Woche \| 1 \| Bliss n Eso \| Running on Air \| – \| \| 16. August 2010 – 5. September 2010 3 Wochen (insgesamt 9) \| 9 \| Eminem \| Recovery \| – \| \| 6. September 2010 – 19. September 2010 2 Wochen \| 2 \| Katy Perry \| Teenage Dream \| – \| \| 20. September 2010 – 17. Oktober 2010 4 Wochen \| 4 \| Linkin Park \| A Thousand Suns \| – \| \| 18. Oktober 2010 – 24. Oktober 2010 1 Woche \| 1 \| Bring Me the Horizon \| There Is a Hell Believe Me I’ve Seen It. There Is a Heaven Let’s Keep It a Secret. \| – \| \| 25. Oktober 2010 – 7. November 2010 2 Wochen \| 2 \| Kings of Leon \| Come Around Sundown \| – \| \| 8. November 2010 – 14. November 2010 1 Woche \| 1 \| Taylor Swift \| Speak Now \| – \| \| 15. November 2010 – 21. November 2010 1 Woche \| 1 \| Bon Jovi \| Greatest Hits \| – \| \| 22. November 2010 – 20. Februar 2011 13 Wochen \| 13 \| Pink \| Greatest Hits … So Far!!! \| – \| |                                          |                                          |                                                                                    |                           |
| ← 2009 |                                          |                                          |                                                                                    | → 2011 →                  |
| Zeitraum | Wo. ges.                                 | Interpret                                | Titel                                                                              | Zusätzliche Informationen |
| (Zeitraum, Wochen auf Platz eins, Interpret, Titel, zusätzliche Informationen) |                                          |                                          |                                                                                    |                           |
| 30. November 2009 – 14. Februar 2010 11 Wochen | 11                                       | Susan Boyle                              | I Dreamed a Dream                                                                  | –                         |
| 15. Februar 2010 – 7. März 2010 3 Wochen | 3                                        | Mumford & Sons                           | Sigh No More                                                                       | –                         |
| 8. März 2010 – 14. März 2010 1 Woche (insgesamt 3) | 3                                        | k.d. lang                                | Recollection                                                                       | –                         |
| 15. März 2010 – 21. März 2010 1 Woche | 1                                        | Gorillaz                                 | Plastic Beach                                                                      | –                         |
| 22. März 2010 – 4. April 2010 2 Wochen | 2                                        | Angus & Julia Stone                      | Down the Way                                                                       | –                         |
| 5. April 2010 – 11. April 2010 1 Woche | 1                                        | John Butler Trio                         | April Uprising                                                                     | –                         |
| 12. April 2010 – 2. Mai 2010 3 Wochen | 3                                        | Lady Gaga                                | The Fame Monster                                                                   | –                         |
| 3. Mai 2010 – 9. Mai 2010 1 Woche (insgesamt 2) | 2                                        | Justin Bieber                            | My Worlds                                                                          | –                         |
| 10. Mai 2010 – 23. Mai 2010 2 Wochen (insgesamt 3) | 3                                        | k.d. lang                                | Recollection                                                                       | –                         |
| 24. Mai 2010 – 30. Mai 2010 1 Woche (insgesamt 2) | 2                                        | Justin Bieber                            | My Worlds                                                                          | –                         |
| 31. Mai 2010 – 13. Juni 2010 2 Wochen | 2                                        | Glee Cast                                | Glee: The Music, Volume 3 – Showstoppers                                           | –                         |
| 14. Juni 2010 – 20. Juni 2010 1 Woche | 1                                        | Jack Johnson                             | To the Sea                                                                         | –                         |
| 21. Juni 2010 – 27. Juni 2010 1 Woche | 1                                        | Crowded House                            | Intriguer                                                                          | –                         |
| 28. Juni 2010 – 8. August 2010 6 Wochen (insgesamt 9) | 9                                        | Eminem                                   | Recovery                                                                           | –                         |
| 9. August 2010 – 15. August 2010 1 Woche | 1                                        | Bliss n Eso                              | Running on Air                                                                     | –                         |
| 16. August 2010 – 5. September 2010 3 Wochen (insgesamt 9) | 9                                        | Eminem                                   | Recovery                                                                           | –                         |
| 6. September 2010 – 19. September 2010 2 Wochen | 2                                        | Katy Perry                               | Teenage Dream                                                                      | –                         |
| 20. September 2010 – 17. Oktober 2010 4 Wochen | 4                                        | Linkin Park                              | A Thousand Suns                                                                    | –                         |
| 18. Oktober 2010 – 24. Oktober 2010 1 Woche | 1                                        | Bring Me the Horizon                     | There Is a Hell Believe Me I’ve Seen It. There Is a Heaven Let’s Keep It a Secret. | –                         |
| 25. Oktober 2010 – 7. November 2010 2 Wochen | 2                                        | Kings of Leon                            | Come Around Sundown                                                                | –                         |
| 8. November 2010 – 14. November 2010 1 Woche | 1                                        | Taylor Swift                             | Speak Now                                                                          | –                         |
| 15. November 2010 – 21. November 2010 1 Woche | 1                                        | Bon Jovi                                 | Greatest Hits                                                                      | –                         |
| 22. November 2010 – 20. Februar 2011 13 Wochen | 13                                       | Pink                                     | Greatest Hits … So Far!!!                                                          | –                         |

## Jahreshitparaden
| ← 2009 ← | Liste der Nummer-eins-Hits in Australien | Liste der Nummer-eins-Hits in Australien | Liste der Nummer-eins-Hits in Australien | 2011 →   |
| \| Singles \| Position# \| Alben \| \| ----------------------------------------------------------------------------------------------------------------------------------------------------------------------------------------- \| --------- \| -------------------------------- \| \| Love the Way You Lie Eminem feat. Rihanna Alexander Grant Jr., Marshall B. Mathers III, Holly Brook \| 1 \| Greatest Hits … So Far!!! Pink \| \| OMG Usher feat. Will.i.am Will Adams \| 2 \| I Dreamed a Dream Susan Boyle \| \| Dynamite Taio Cruz Lukasz Gottwald, Benjamin Levin, Max Martin, Bonnie Leigh McKee, Taio Cruz \| 3 \| Recovery Eminem \| \| Hey, Soul Sister Train Amund Ivarsson Björklund, Patrick T. Monahan, Espen Lind \| 4 \| Greatest Hits Bon Jovi \| \| California Gurls Katy Perry feat. Snoop Dogg Katy Perry, Max Martin, Lukasz Gottwald, Bonnie Leigh McKee, Benjamin Levin, Cordozar Calvin Broadus, Mike Edward Love, Brian Douglas Wilson \| 5 \| The Gift Susan Boyle \| \| Fireflies Owl City Adam R. Young \| 6 \| The Fame Monster Lady Gaga \| \| Only Girl (In the World) Rihanna Crystal Nicole Johnson, Mikkel Storleer Eriksen, Tor Erik Hermansen, Sandy Julien Wilhelm \| 7 \| Down the Way Angus & Julia Stone \| \| Just the Way You Are Bruno Mars Khari Cain, Peter Gene Hernandez, Philip Martin Lawrence II, Ari Levine, Khalil Walton \| 8 \| Sigh No More Mumford & Sons \| \| Teenage Dream Katy Perry Katy Perry, Lukasz Gottwald, Max Martin, Bonnie Leigh McKee, Benjamin Levin \| 9 \| Crazy Love Michael Bublé \| \| DJ Got Us Fallin’ in Love Usher feat. Pitbull Armando Christian Perez, Savan Harish Kotecha, Johan Karl Schuster, Max Martin \| 10 \| Teenage Dream Katy Perry \| |                                          |                                          |                                          |          |
| ← 2009 |                                          |                                          |                                          | → 2011 → |
| Singles | Position#                                | Alben                                    |                                          |          |
| Love the Way You Lie Eminem feat. Rihanna Alexander Grant Jr., Marshall B. Mathers III, Holly Brook | 1                                        | Greatest Hits … So Far!!! Pink           |                                          |          |
| OMG Usher feat. Will.i.am Will Adams | 2                                        | I Dreamed a Dream Susan Boyle            |                                          |          |
| Dynamite Taio Cruz Lukasz Gottwald, Benjamin Levin, Max Martin, Bonnie Leigh McKee, Taio Cruz | 3                                        | Recovery Eminem                          |                                          |          |
| Hey, Soul Sister Train Amund Ivarsson Björklund, Patrick T. Monahan, Espen Lind | 4                                        | Greatest Hits Bon Jovi                   |                                          |          |
| California Gurls Katy Perry feat. Snoop Dogg Katy Perry, Max Martin, Lukasz Gottwald, Bonnie Leigh McKee, Benjamin Levin, Cordozar Calvin Broadus, Mike Edward Love, Brian Douglas Wilson | 5                                        | The Gift Susan Boyle                     |                                          |          |
| Fireflies Owl City Adam R. Young | 6                                        | The Fame Monster Lady Gaga               |                                          |          |
| Only Girl (In the World) Rihanna Crystal Nicole Johnson, Mikkel Storleer Eriksen, Tor Erik Hermansen, Sandy Julien Wilhelm | 7                                        | Down the Way Angus & Julia Stone         |                                          |          |
| Just the Way You Are Bruno Mars Khari Cain, Peter Gene Hernandez, Philip Martin Lawrence II, Ari Levine, Khalil Walton | 8                                        | Sigh No More Mumford & Sons              |                                          |          |
| Teenage Dream Katy Perry Katy Perry, Lukasz Gottwald, Max Martin, Bonnie Leigh McKee, Benjamin Levin | 9                                        | Crazy Love Michael Bublé                 |                                          |          |
| DJ Got Us Fallin’ in Love Usher feat. Pitbull Armando Christian Perez, Savan Harish Kotecha, Johan Karl Schuster, Max Martin | 10                                       | Teenage Dream Katy Perry                 |                                          |          |